# Берлин (Илиноис)
Берлин (енгл. Berlin) је село у америчкој савезној држави Илиноис.

## Демографија
По попису из 2010. године број становника је 180, што је 40 (28,6%) становника више него 2000. године.
| Група             | 2000.       | 2010.       |
| Белци             | 139 (99,3%) | 176 (97,8%) |
| Афроамериканци    | 1 (0,7%)    | 0 (0,0%)    |
| Азијати           | 0 (0,0%)    | 1 (0,6%)    |
| Хиспаноамериканци | 0 (0,0%)    | 2 (1,1%)    |
| Укупно            | 140         | 180         |